# Oskarżona Amanda Knox
Oskarżona Amanda Knox (ang. Amanda Knox: Murder on Trial in Italy) – amerykański dramat jak również kryminał z 2011 roku. Film wyprodukowany specjalnie na potrzeby telewizji opowiada prawdziwą historię Amandy Knox oskarżonej o zabicie Meredith Kercher.